# برایتبرون
برایتبرون (به آلمانی: Breitbrunn) یک شهر در آلمان است که در هاسبرگه واقع شده‌است.